# Список умерших в 1374 году

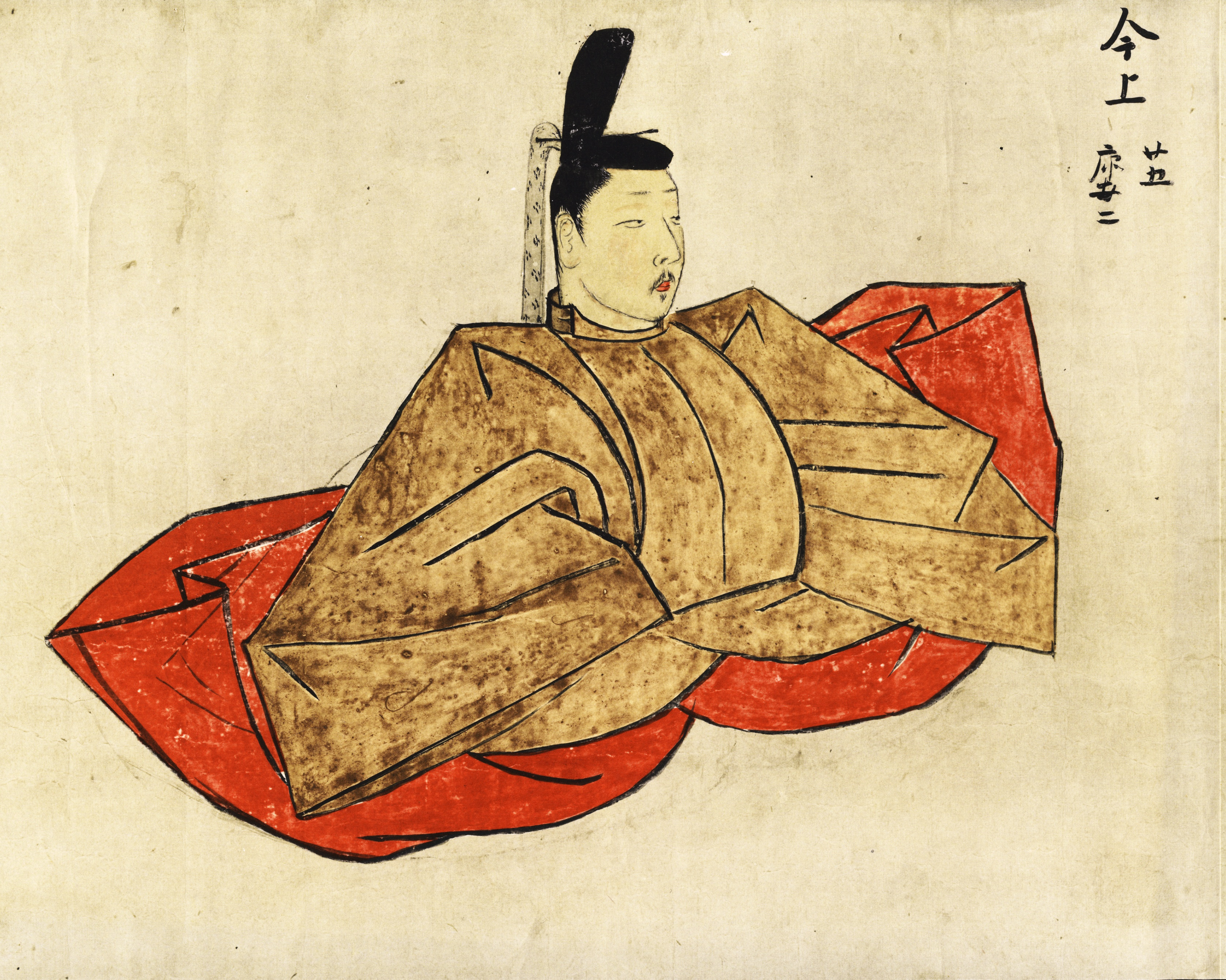
Император Го-Когон

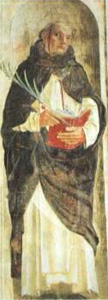
Антонио Павони

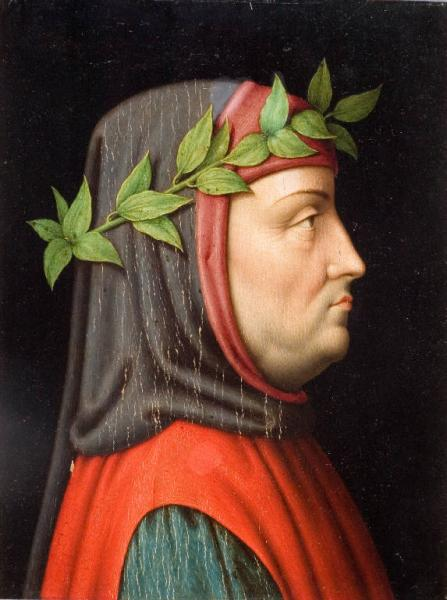
Франческо Петрарка

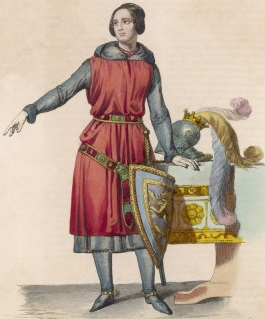
Жанна Фландрская

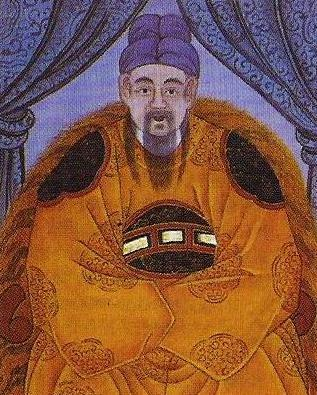
Конмин

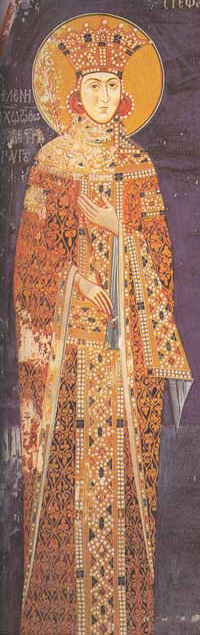
Елена Болгарская

Магнус Эрикссон

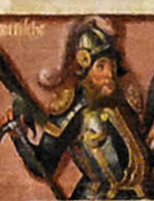
Богуслав V Великий

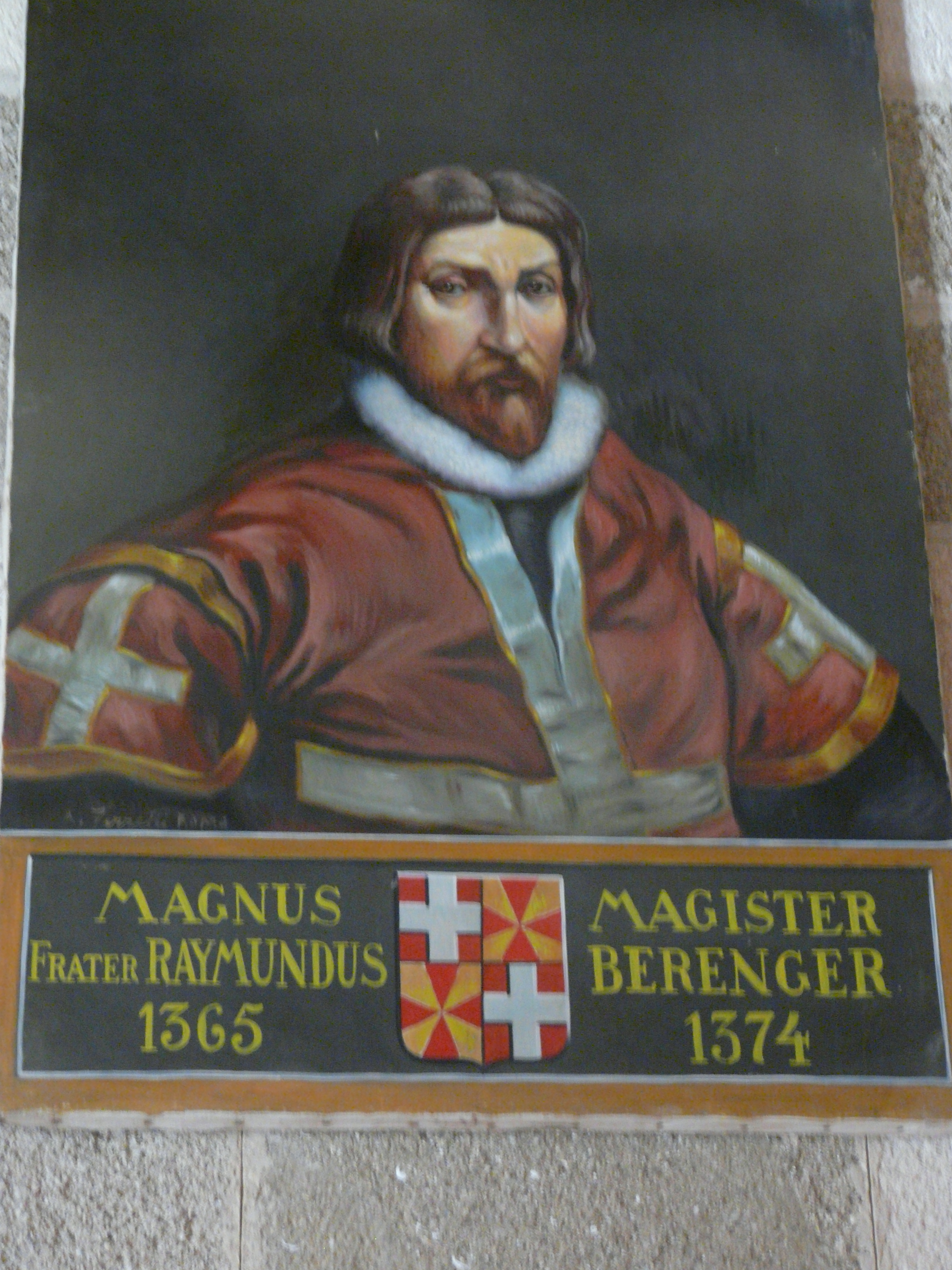
Раймон Беранже

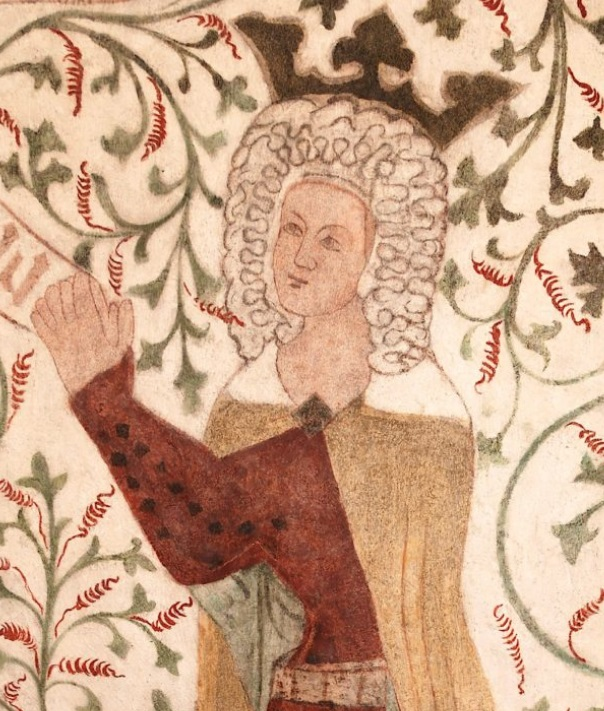
Хельвиг Шлезвигская

В этой статье представлен список известных людей, умерших в 1374 году.
См. также: Категория:Умершие в 1374 году

## Февраль
- 16 февраля — Хуан Сьерра[англ.] — епископ Оренсе (1367—1370), епископ Сеговии (1370—1374)
- 20 февраля — Хью Кортней[англ.] — английский солдат, наследник графа Девон.

## Март
- 2 марта — Хью Деспенсер[англ.] — английский дворянин и солдат.
- 13 марта — Император Го-Когон (35) — император Японии (Северный Двор) (1352—1371) (отрёкся от престола).
- 19 марта — Санчо Альфонсо Кастильский — кастильский инфант, незаконнорождённый сын Альфонсо XI Справедливого (1311—1350), короля Кастилии (1312—1350), и его любовницы Леонор де Гусман, граф де Альбуркерке, сеньор де Ледесма, Альба де Листе, Медельин, Тьедра и Монтальбан. Вместе с тремя братьями, Энрике, Фадрике и Тельо (1366—1374).

## Апрель
- 9 апреля — Антонио Павони[англ.] — итальянский Римско-католический священник, член Ордена проповедников, генерал-инквизитор в Ломбардии и Генуе, убит вальденсами, канонизирован в 1856 году
- 11 апреля — Конрад Мегенберг[англ.] — немецкий католический учёный и писатель.
- 15 апреля — Жан де ла Тур[фр.] — кардинал-священник Сан-Лоренцо-ин-Лучина (1371—1374)
- 21 апреля — Уильям Рассел[англ.] — епископ Мэна и Островов (1349—1374)
- 28 апреля — Гийом де ла Юге[итал.] — кардинал-дьякон Санта-Мария-ин-Козмедин (1342—1368), кардинал-священник Сан-Клементе (1368—1374)

## Июнь
- 2 июня или 3 июля — Педро Гомес Альварес де Альборнос[исп.] — епископ Сигуэнсы (1348—1358), епископ Коимбры (1358—1364), епископ Лиссабона (1364—1369), архиепископ Севильи (1369—1371), кардинал-священник de S. Prassede (1371—1374)
- 5 июня — Уильям Уитлси[англ.] — епископ Рочестера (1360—1364), епископ Вустера (1364—1368), архиепископ Кентерберийский (1368—1374)
- 6 июня — Ринальдо Орсини[итал.] — кардинал-дьякон Sant'Adriano al Foro (1350—1374), кардинал-протодьякон (1370—1374)
- 15 июня — Иоганн Кленкок[англ.] — немецкий Августинский монах, известный как теолог и ученик Григория Римини
- 17 июня — Бернард де Коснак[фр.] — епископ Ломбеса (1348—1352), епископ Комминжа (1352—1371), кардинал Сан-Марсело (1371—1374)
- 29 июня — Ян Милич — чешский католический священник и самый влиятельный проповедник зарождающейся Богемской Реформации в XIV веке
- 30 июня — Зигфрид Бломберг — рижский архиепископ (1370—1374).

## Июль
- 7 июля — Генрих IV[англ.] — князь Ангальт-Бернбурга (1354—1374).
- 13 июля — Джон Черлтон — 3-й барон Черлтон (1360—1374).
- 19 июля — Франческо Петрарка (69) — итальянский поэт, глава старшего поколения гуманистов, один из величайших деятелей итальянского Проторенессанса.

## Август
- 6 августа — Йоханн Риби фон Ленцбург[нем.] — епископ Гурка (1359—1364), епископ Брессаноне (1364—1374)
- 21 августа — Хуана де Кастро — королева-консорт Кастилии (1354—1369), жена Педро I Жестокого.

## Сентябрь
- 6 сентября — Гийом де Пуатье[фр.] — епископ Лангра (1345—1374)
- Жанна Фландрская — дочь графа Невера и Ретеля Людовика I де Дампьер, герцогиня-консорт Бретани (1341—1345), жена претендента на Бретонское герцогство Жана IV де Монфор, активная участница войны за Бретонское наследство (1341—1364).

## Октябрь
- 9 октября — Шейх Хасан Джалаир[англ.] — султан из династии Джелаиридов (1374); казнён.
- 27 октября — Конмин (44) — ван Корё (1351—1374); убит собственными охранниками.

## Ноябрь
- 7 ноября — Елена Болгарская — королева-консорт Сербии (1332—1355), жена Стефана Уроша IV Душана.
- 25 ноября — Филипп II Тарентский — князь Тарентский (1364—1374), титулярный император Латинской империи (1364—1374)?, князь Ахейский (1370—1373).

## Декабрь
- 1 декабря — Магнус Эрикссон — король Швеции (1319—1364), король Норвегии (1319—1343); утонул в море.
- 28 декабря — Фельтрино Гонзага[англ.] — итальянский кондотьер, основатель и первый граф графства Новеллара и Баньоло[итал.] (1371—1374).

## Дата неизвестна или требует уточнения
- Александр Стюарт из Дарнли — шотландский дворянин.
- Альберт III Горицкий — граф Горицы (1338—1374)
- Богуслав V Великий — князь Поморско-Вольгастский (1326—1368), князь Поморско-Слупский (1368—1374).
- Василий Васильевич Вельяминов, последний московский тысяцкий.
- Вильгельм Коппенбахский[англ.] — епископ Печа, первый ректор Печского университета (с 1367 года)
- Гао Ци — китайский чиновник и поэт; казнён.
- Паоло Дагомари — итальянский математик, астроном, преподаватель и поэт.
- Дальмасио Сканнабекки[итал.] — итальянский (болонский) художник
- Елизавета Оппельнская[нем.] — дочь князя Опольского Владислава Опольчика, первая жена будущего короля Германии Йоста
- Жанна де Эно[англ.] — дочь графа Эно, Голландии и Зеландии Вильгельма I де Эно, графиня-консорт Юлиха (1328—1336), маркграфиня-консорт Юлиха (1336—1356) герцогиня-консорт Юлиха (1356—1361), как жена Вильгельма I (V) Юлихского.
- Ибн аль-Хатиб — арабский государственный деятель, учёный-полимат, поэт, философ, историк Гранадского эмирата; задушен в тюрьме.
- Иоганн IV Верле[нем.] — последний владетель Верле-Гольдберг (1354—1374)
- Константин V[фр.] — Католикос Армянской апостольской церкви (1372—1374)
- Маргарита Баварская, герцогиня Славонская[англ.] — дочь императора Священной Римской империи Людовика IV, герцогиня-консорт Славонии (1353—1354) как жена герцога Славвонии Стефана Анжуйского, регент Славонии, Хорватии и Далмации (1354—1356), жена графа Герлаха фон Гогенлоэ с 1356 года
- Мари Диата II — манса Империи Мали (1360—1374)
- Мухаммад III — маринидский султан Марокко (1372—1374); свергнут.
- Ни Цзань — китайский художник, каллиграф и поэт.
- Никколо II Санудо Спеццабанда — герцог Наксоса по правам жены (Никколо II, 1362—1371), регент герцогства Наксос (1371—1374), сеньор Гриффы.
- Отто III[нем.] — граф Дельменхорст (1355—1374)
- Петер Лоша — албанский военачальник и первый деспот Арты, вначале, в качестве вассала царя Эпира и Фессалии Симеона Уроша (1359—1366).
- Раймон Беранже[англ.] — великий магистр ордена госпитальеров (1365—1374).
- Увейс I — султан из династии Джелаиридов, правивший в Багдаде (1356—1374).
- Уильям де Бромлей[англ.] — канцлер казначейства Ирландии (1344—1346), лорд-канцлер Ирландии (1346—1350), лорд-казначей Ирландии (1354—1356).
- Уильям Финчеден[англ.] — главный судья общих дел Англии (1372—1374).
- Хельвиг Шлезвигская — дочь герцога Шлезвига Эрика II, королева-консорт Дании (1340—1374), жена короля Вальдемара IV Аттердага.
- Шихабуддин Ахмед Коя Шалияти[англ.] — исламский учёный из Индии
- Эмар VI Толстый — Граф Валентинуа и Диуа (1345—1374).

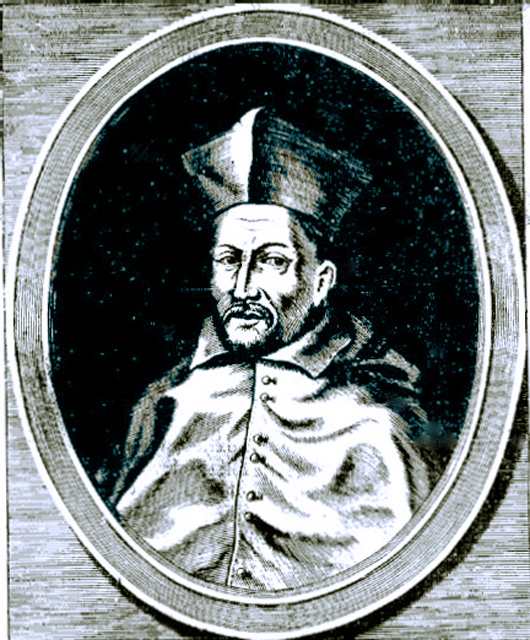
Жан де ла Тур
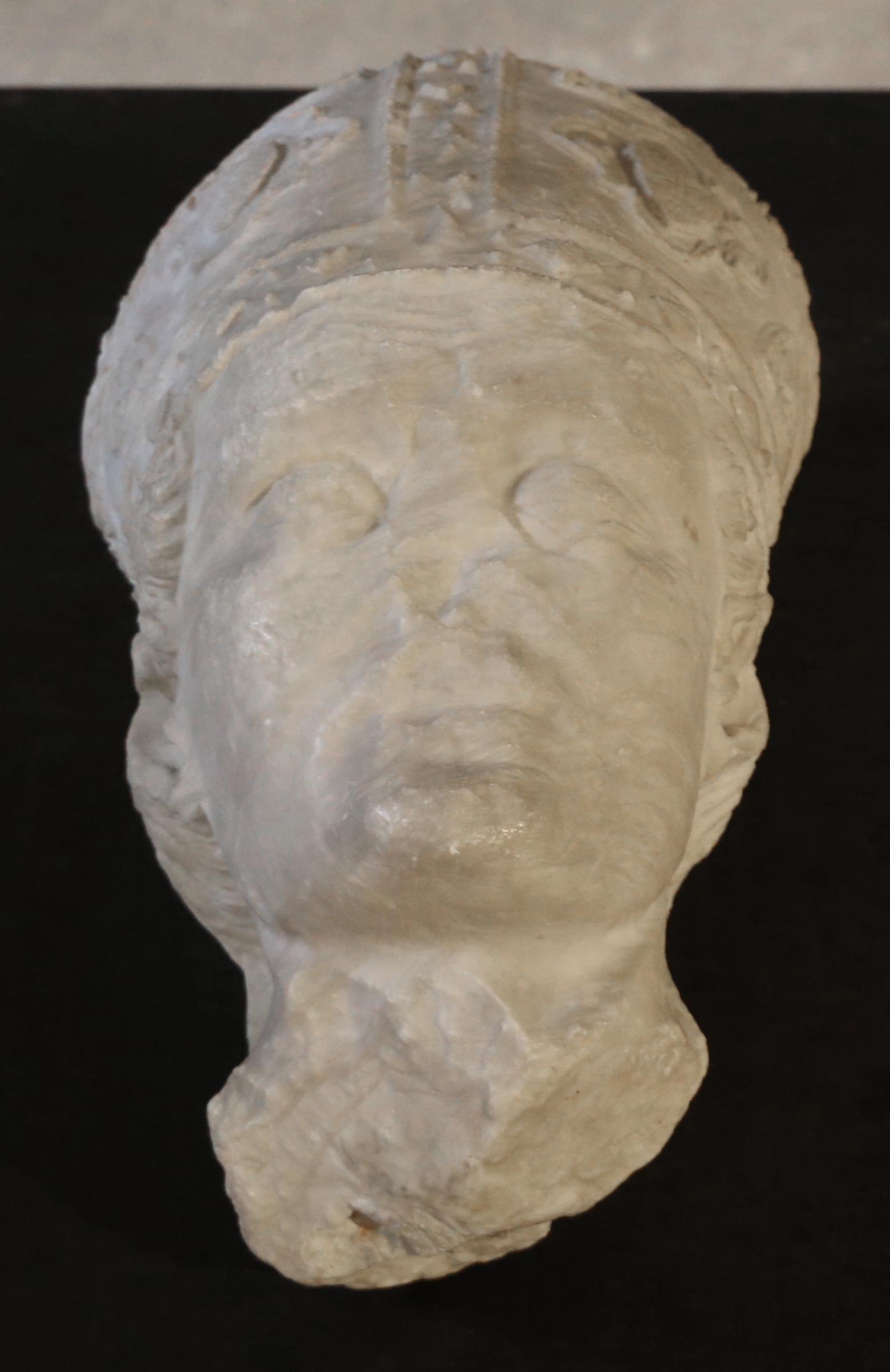
Педро Гомес Альварес де Алборноз
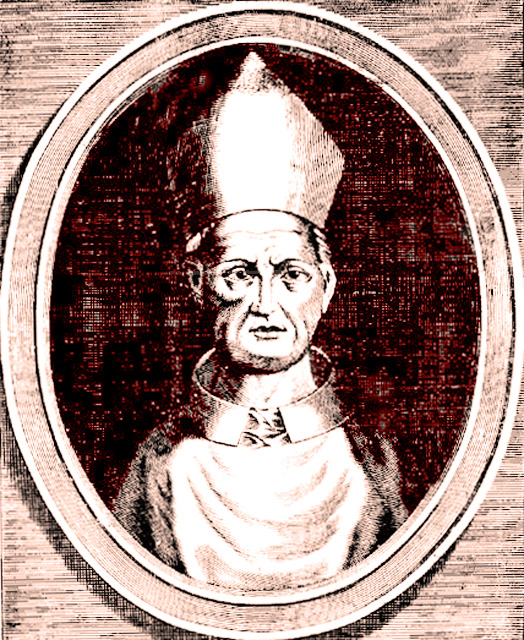
Бернард де Коснак